# 辰馬保蔵
辰馬 保蔵（たつうま やすぞう、1851年2月8日〈嘉永4年1月8日〉 - 没年不明）は、日本の資産家、酒造家、実業家。辰馬商会、摂津航業、西宮開運各取締役。族籍は兵庫県平民。

## 人物
兵庫県平民・辰馬與左衛門の二男。分家して一家を創立した。清酒醸造業を営んだ。住所は兵庫県武庫郡鳴尾村（現・西宮市）。

## 家族・親族
辰馬家
- 妻・よね（1860年 - ?、兵庫、辰馬半左衛門の妹）[2]
- 男・勝蔵（1892年 - ?）[2]
- 二女・縫（1883年 - ?、兵庫、辰馬與平の妻）[2]

親戚
- 辰馬半左衛門（資産家、清酒醸造業[3]、東辰馬酒造取締役）
- 辰馬與平（清酒醸造業）[3]